# 河内国魂神社
河内国魂神社（かわちくにたまじんじゃ/かわちのくにたまじんじゃ、河内國魂神社）は、兵庫県神戸市灘区国玉通にある神社。式内社で、旧社格は郷社。元は「五毛天神」・「五毛天神社」と称された。
「五毛」は胡麻生（ごまう）という当地の旧地名から来ているといわれる。

## 祭神
祭神は大己貴命、少彦名命、菅原道真。凡河内氏（凡河内国造）の祖神である天津彦根命や、児とされる天御影命は祀られていない。

## 歴史
享保年間に『日本輿地通志畿内篇』（五畿内志）にて並河誠所が五毛天神を凡河内氏の奉祀する河内国魂神社に比定した。元文元年（1736年）9月、地元の庄屋が大坂町奉行所に呼び出され、無理やり名前を押し付けられた経緯がある。
東方約2.5km、東灘区御影にある綱敷天満神社の背後に広がる丘陵地帯を御影山といい、こちらが本当の河内国魂神社ではないかとの説もある。

## 境内

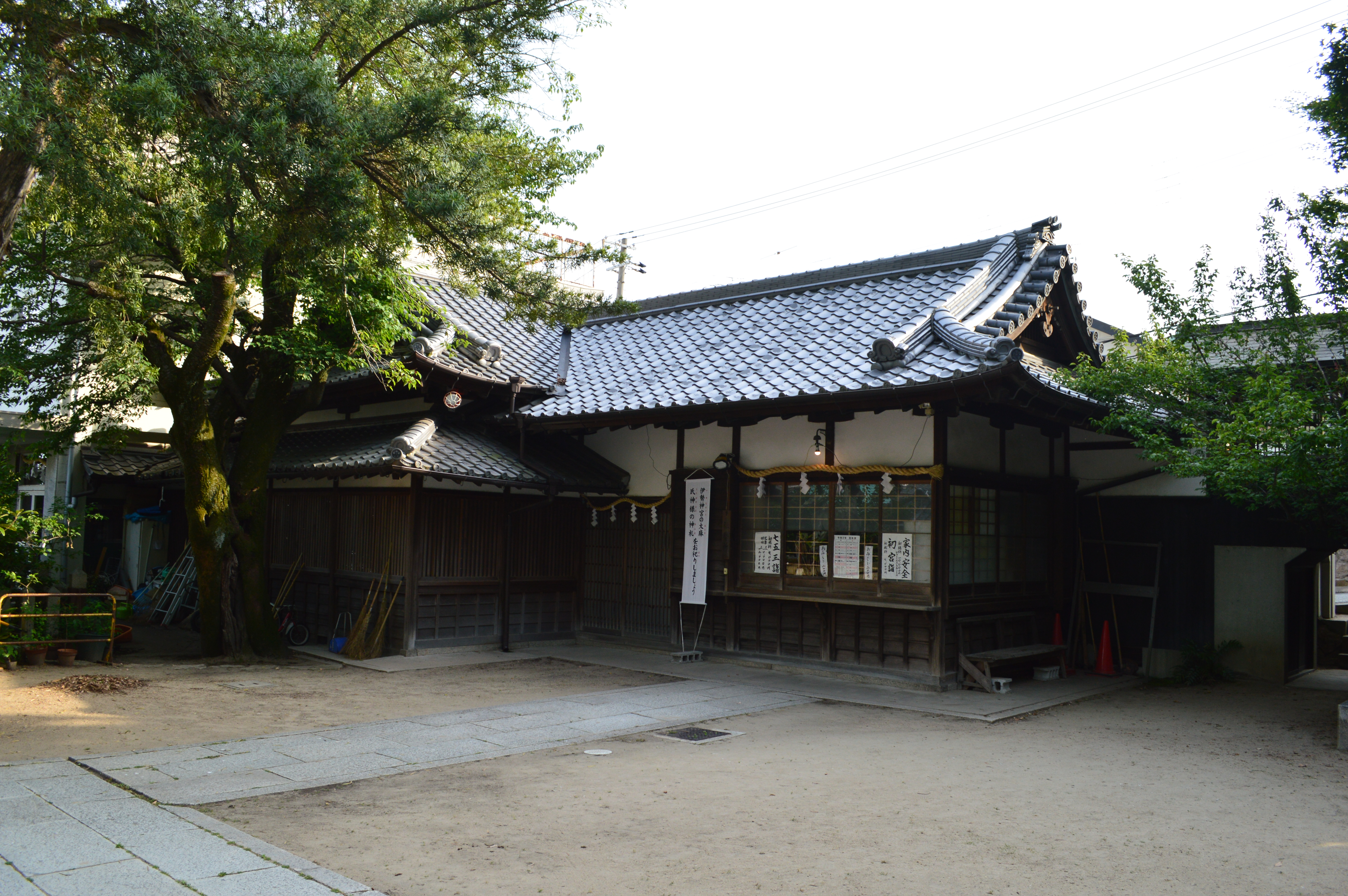
社務所
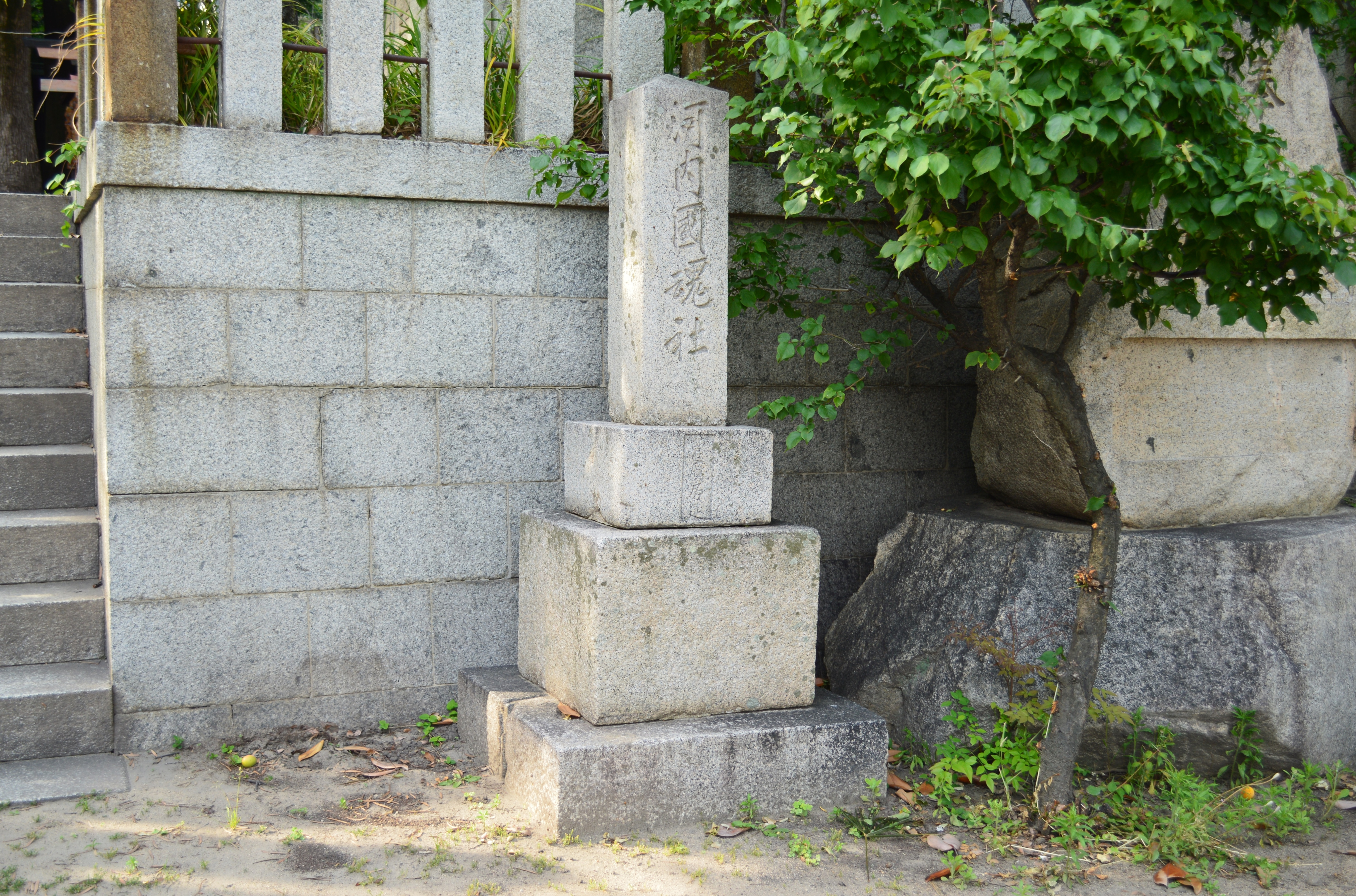
河内國魂社碑（並河誠所による）
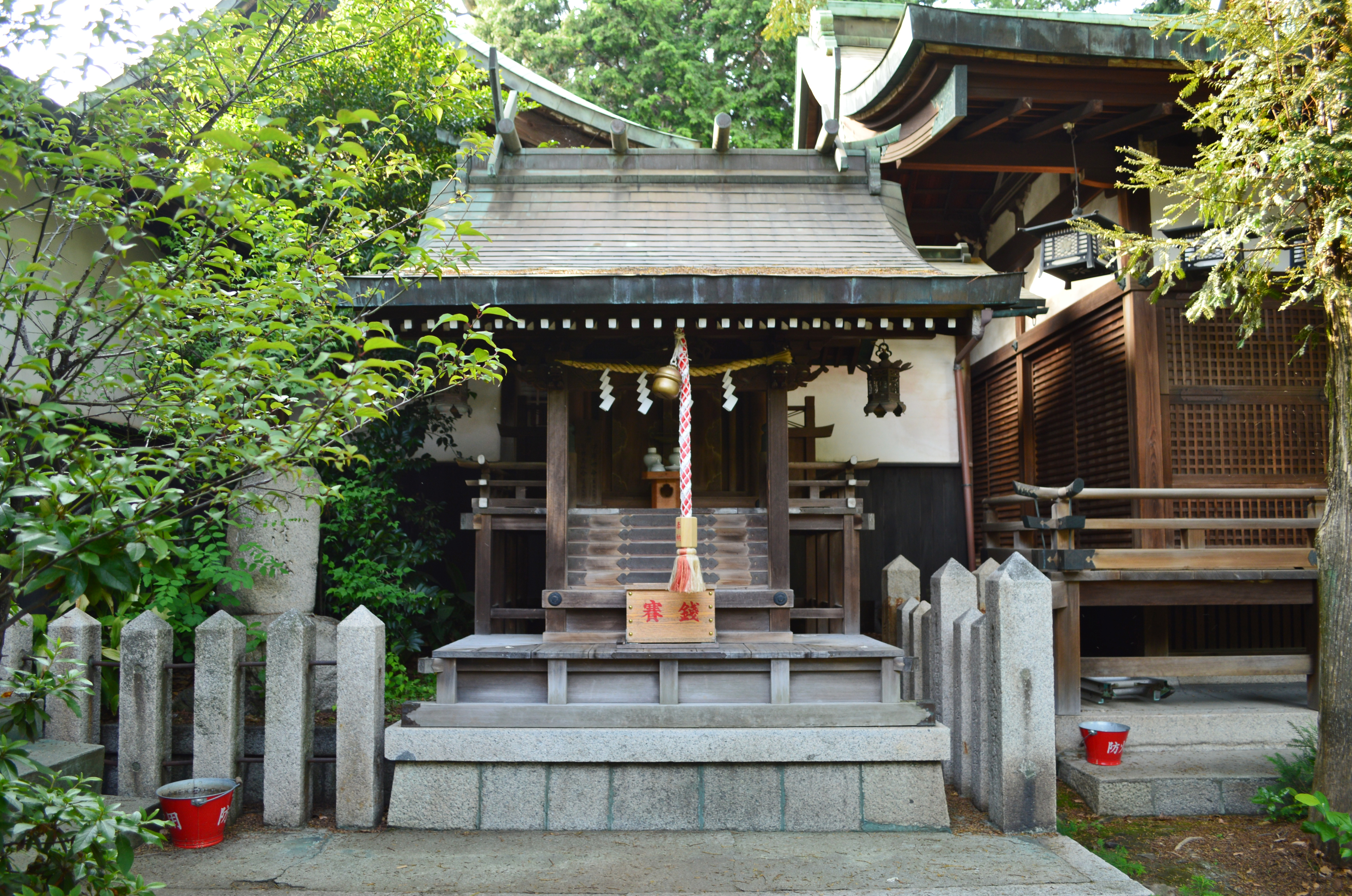
境内社
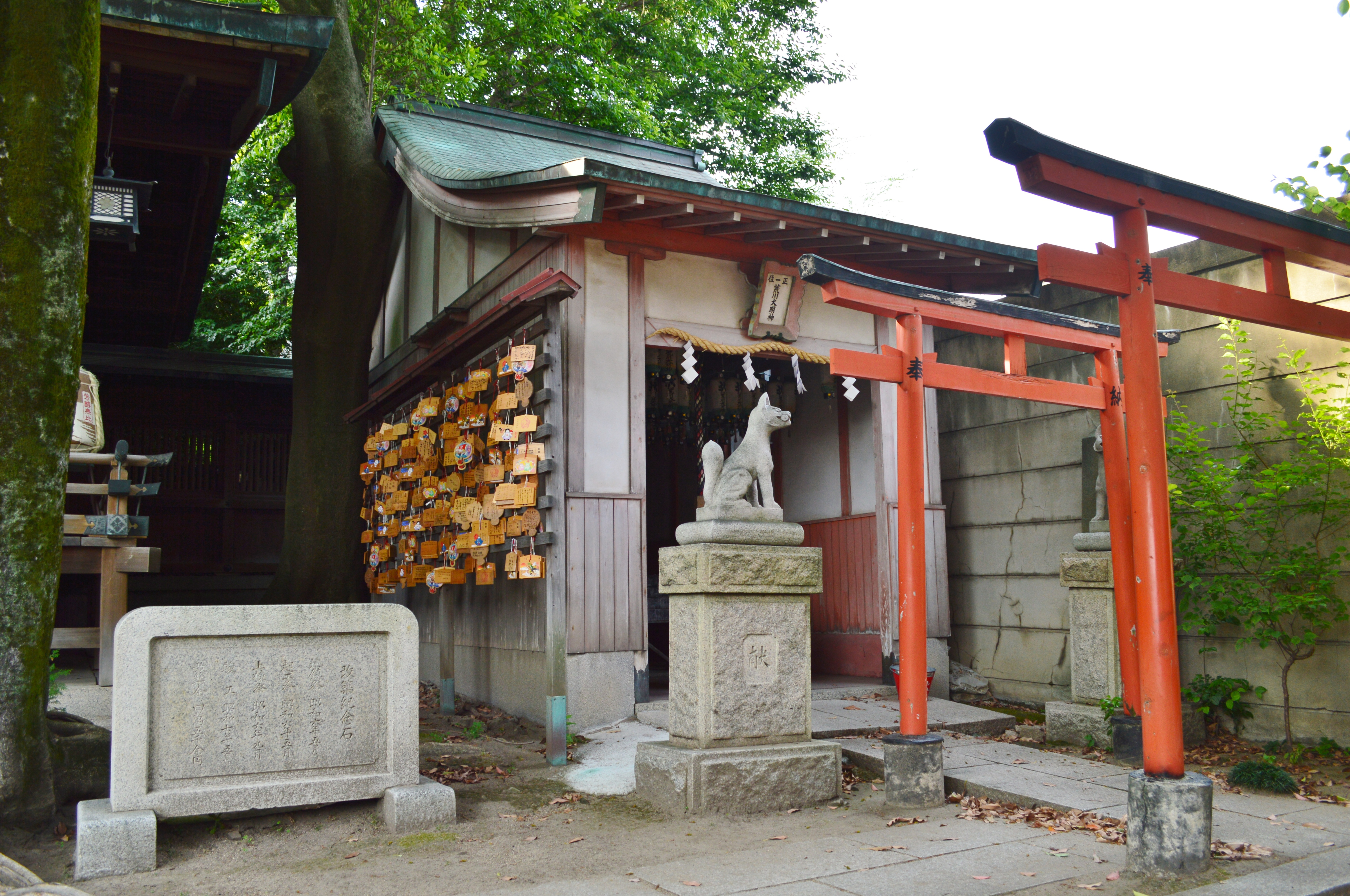
境内社
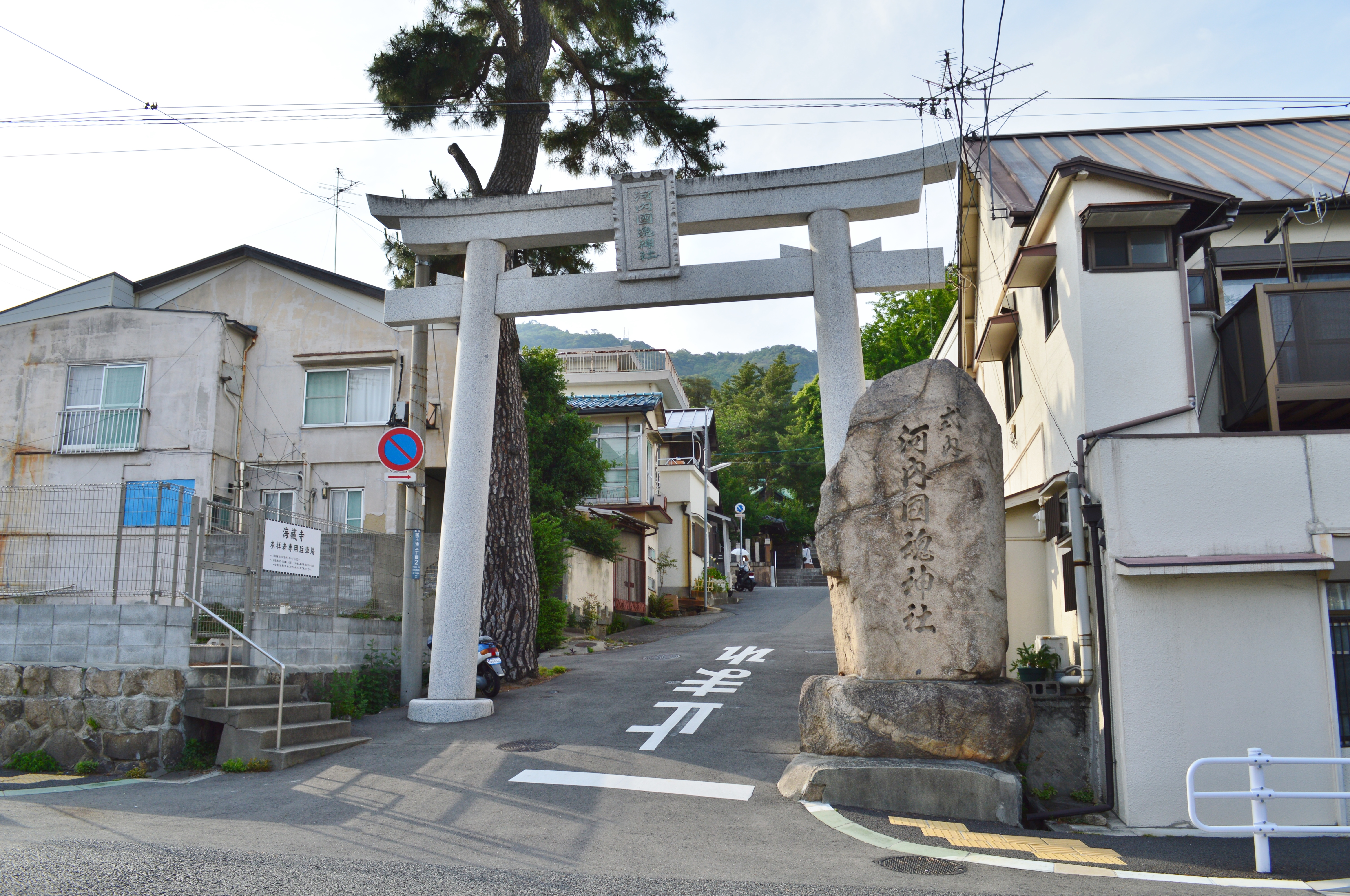
鳥居

## 交通
- 神戸市バス2系統「五毛天神前」下車

## 周辺
- 海蔵寺 - 当社の元神宮寺。